# Engraulis anchoita
La sardina argentina o anchoíta es una especie de pez de la familia Engraulidae.

## Distribución y Hábitat
Se extiende sobre la plataforma continental del Océano Atlántico sudoccidental, desde San Pablo (Brasil), incluyendo Uruguay, hasta el golfo San Jorge en la Patagonia (Argentina). Vive en aguas costeras hasta unos 800 km de la orilla. 
La mayores concentraciones se encuentran entre los 16° y 18 °C de temperatura, y con rango de salinidad entre los 14 a 35 partes por mil. Se agrupan en cardúmenes durante el día, a 30 a 90 mm de profundidad durante el verano, pero por debajo de 100 a 200 m durante el invierno; mientras en la noche ascienden hasta más cerca de superficie y se dispersan.

## Descripción
Mide entre 14 a 21 cm de longitud y pesa entre 35 a 50 g. El dorso es de color negro o negro azulado; los flancos son blanco azulados; el vientre blanco plateado; el resto del pez es gris plateado. El cuerpo es delgado, alargado, fusiforme, con escamas cicloides y caducas; la boca es amplia y grande con dientes agudos y pequeños, con hocico puntiagudo. Posee una única aleta dorsal y la aleta caudal bifurcada, con radios blandos.

## Alimentación y ecología
Se alimenta de zooplancton herbívoro (copépodos, quetognatos y larvas de peces), funcionando como enlace entre el zooplancton consumidor de primarios y los peces y aves ictiófagos.

## Reproducción
Desova durante todo el año, con más intensidad y cerca de la costa en octubre o noviembre y de nuevo en mayo o junio. Los huevos tienen forma elíptica y son liberados en el plancton durante la noche. A 15 °C, el vitelo de las larvas se consume en 3 a 4 días. Adquieren el aspecto de adultos al llegar a los 33 o 34 mm de longitud.

## Pesca
La modalidad de pesca más utilizada es la red de arrastre pelágica, aunque también se usa la red de arrastre de fondo, en zonas de poca profundidad más cercanas a la costa. Se consume principalmente en conservas. Es procesada para la elaboración de anchoa salada madurada o enlatada en aceite, bajo el incorrecto nombre de Sardina. El salado madurado está orientado a la exportación y en menor escala a los mercados internos. Una pequeña proporción se exporta congelada y se ha comenzado la exportación de anchoíta marinada. En menor cantidad se vende y se consume fresca. Se usa además para la fabricación de harina para forraje de animales.